# فيليب ماركيز
فيليب ماركيز هو متزحلق حر كندي، ولد في 9 مايو 1989 في مدينة كيبك في كندا.

## وصلات خارجية
- الموقع الرسمي
- فيليب ماركيز على موقع الاتحاد الدولي للتزلج (التزلج الحر) (الإنجليزية)
- فيليب ماركيز على موقع اللجنة الأولمبية الدولية (الإنجليزية)
- فيليب ماركيز على موقع أوليمبيديا (الإنجليزية)
- فيليب ماركيز على موقع اللجنة الأولمبية الكندية (الإنجليزية)